# شيما أندريس
خوسيه ماريا أندريس بايكسولي (بالإسبانية: José María Andrés Baixauli)(من مواليد 25 أبريل 2005) يعرف باسم شيما أندريس هو لاعب كرة قدم إسباني يلعب كلاعب خط وسط مع نادي شتوتغارت. ولد في بلنسية، في إسبانيا.

## الحياة المبكرة
ولد في عام 2005 في بلنسية في إسبانيا . بدأ مسيرته في بيتيرا في بلنسية. انضم إلى أكاديمية الشباب التابعة لنادي ليفانتي الإسباني في سن الثامنة. 

## حياة مهنية
انضم إلي نادي ريال مدريد في عام 2018.
تولي تدريبه تشابي ألونسو وهو في فريق ريال مدريد للشباب تحت 14 عام. ثم تولي تدريبه في فريق المتدربين أ التابع لريال مدريد ألفارو أربيلوا، وكان يعتبر في ذلك الوقت من أصغر اللعبين في الفريق.
خلال موسم 2022-2023، لعب مع فريق المتدربين أ وشارك في نهائي كأس إسبانيا في تلك الفئة العمرية، وفاز بالبطولة مع اللاعبون الشباب المدريديستا أمام نظرائهم من نادي ألميريا في يوم 13 مارس 2023 . ثم شارك مع الفريق المتدربين أ في موسم 2023-2024.
شارك مع نادي ريال مدريد ج في عام 2024. ثم صعد للعب مع نادي ريال مدريد كاستيا في مارس 2024. وهو الفريق الرديف لريال مدريد. حيث لعب 3 مباريات مع فريق ريال مدريد ب.
يلعب شيما حاليا في منتخب إسبانيا للشباب.
في عام 2022، ظهر شيما لأول مرة مع إسبانيا على مستوى الشباب، حيث لعب 4 مباريات منتخب إسبانيا تحت 18 سنة. ، شارك لاعب خط الوسط في بطولة أوروبا للشباب، التي أقيمت في أيرلندا الشمالية.
وفي صيف 2024، تم استدعاء شيما أندريس إلى منتخب إسبانيا تحت 19 سنة لكرة القدم للمشاركة في بطولة أمم أوروبا تحت 19 سنة في عام 2024 التي أقيمت في أيرلندا الشمالية. لعب شيما جميع مباريات البطولة الخمس، وسجل هدفًا في الجولة الأولى من دور المجموعات ضد الدنمارك. حيث قدم شيما مساهمة كبيرة في نجاح الفريق الذي أصبح في نهاية المطاف بطلاً لأوروبا بعد الفوز في النهائي على إيطاليا بفضل هدف بول فورتوني (0-1 بعد الوقت الإضافي).

## أسلوب اللعب
يلعب بشكل أساسي كلاعب خط وسط. وقد تمت مقارنته باللاعب الدولي الإسباني سيرجيو بوسكيتس . 

## الحياة الشخصية
لقد درس إدارة الأعمال. وهو من مواليد مدينة فالنسيا بإسبانيا. 

## إحصائيات المهنة
آخر تحديث 25 مايو 2024.
| نادي                  | موسم                  | الدوري                         | الدوري    | الدوري  | آخر       | آخر     | المجموع   | المجموع |
| نادي                  | موسم                  | قسم                            | التطبيقات | الأهداف | التطبيقات | الأهداف | التطبيقات | الأهداف |
| --------------------- | --------------------- | ------------------------------ | --------- | ------- | --------- | ------- | --------- | ------- |
| ريال مدريد ج          | 2023–24               | الدوري الإسباني الدرجة الخامسة | 7         | 3       | —         | —       | 7         | 3       |
| ريال مدريد كاستيا     | 2023–24               | الدوري الإسباني الدرجة الثالثة | 3         | 0       | —         | —       | 3         | 0       |
| مجموع المسيرة المهنية | مجموع المسيرة المهنية | مجموع المسيرة المهنية          | 10        | 3       | 0         | 0       | 10        | 3       |

## البطولات
اسبانيا تحت 19 سنة
- بطولة أوروبا تحت 19 سنة : 2024 [13]